# Lassales
 Lassales  es una comuna y población de Francia, en la región de Mediodía-Pirineos, departamento de Altos Pirineos, en el distrito de Tarbes y cantón de Castelnau-Magnoac.
Su población en el censo de 1999 era de 37 habitantes.
Está integrada en la Communauté de communes du Magnoac.

## Demografía
| 45 | 53 | 44 | 52 | 33 | 37 |
| Para los censos de 1962 a 1999 la población legal corresponde a la población sin duplicidades (Fuente: INSEE [Consultar]) |    |    |    |    |    |